# 西楽寺
西楽寺（さいらくじ）は、長野県長野市松代町西条にある浄土宗の寺院。

## 歴史
- 1574年（天正2年） 西条氏により創建
- 正保年間に焼失
- 1648年（慶安元年） 真田信重により再建。霊屋が建立

## 文化財

### 重要文化財（国指定）
- 真田信重霊屋